# Zoran Milanović
Zoran Milanović, hrvaški politik, * 30. oktober 1966, Zagreb, SFRJ.
Med letoma 2011 in 2016 je bil predsednik hrvaške vlade, predsednik Socialdemokratske stranke pa od 2007 do 2016. 19. februarja 2020 je postal predsednik Republike Hrvaške. 
Po diplomi na zagrebški pravni fakulteti je Milanović začel delati na ministrstvu za zunanje zadeve. Od leta 1996 do 1999 je bil svetovalec na hrvaškem predstavništvu pri Evropski uniji in Natu v Bruslju. Istega leta se je pridružil Socialni demokratski stranki. Leta 1998 je magistriral iz prava Evropske unije na flamski univerzi v Bruslju in bil leta 2003 pomočnik hrvaškega zunanjega ministra za politične večstranske zadeve. Junija 2007 je bil po smrti dolgega predsednika izvoljen za predsednika SDP - časni vodja stranke in nekdanji premier Ivica Račan. Pod Milanovićevim vodstvom je stranka na parlamentarnih volitvah leta 2007 končala na drugem mestu in ni mogla sestaviti vladne večine. Kljub porazu na volitvah je bil leta 2008 ponovno izvoljen za vodjo stranke. Leta 2011 je Milanović pobudnik za ustanovitev koalicije Kukuriku, ki je združila štiri levosredinske politične stranke. Koalicija je na parlamentarnih volitvah leta 2011 dobila absolutno večino, sama SDP pa je postala največja stranka v parlamentu. Milanović je tako postal predsednik vlade 23. decembra 2011, potem ko je parlament potrdil njegov kabinet.
Začetek njegovega mandatarstva je zaznamovala prizadevanja za dokončanje procesa ratifikacije vstopa Hrvaške v Evropsko unijo in izvedba referenduma o članstvu. Njegov kabinet je uvedel spremembe davčnega zakonika, sprejel zakon o fiskalizaciji in začel več velikih infrastrukturnih projektov. Po povečanju vrednosti švicarskega franka je vlada napovedala, da bodo vsa posojila v švicarskih frankih pretvorjena v evre. Milanović je podprl širitev pravic istospolnih parov in uvedel zakon o življenjskem partnerstvu. Po nedokončnih volitvah leta 2015 in več kot dveh mesecih pogajanj o sestavi vlade ga je na koncu kot premier januarja 2016 nasledil nepristranski tehnokrat Tihomir Orešković. Po Oreškovićevi vladi je bil Milanović v naslednjih štirih strankah, ki so imele predčasne parlamentarne volitve septembra 2016. Na volitvah je njegova koalicija doživela presenetljiv poraz desnosredinske Hrvaške demokratične zveze in Milanović je napovedal umik iz politike. Nato je vstopil v svetovalni posel in delal kot svetovalec albanskega premierja Edija Rame.
Milanović je 17. junija 2019 napovedal, da bo na volitvah 2019–20 kandidiral za predsednika države kot kandidat Socialne demokratične stranke; uradno je bil nominiran 6. julija. Največ glasov (29,55%) je v prvem krogu volitev prejel 22. decembra 2019, pred sedanjo predsednico Kolindo Grabar-Kitarović (26,65%) in je bil 5. januarja 2020 izvoljen za petega predsednika Hrvaške, z 52,66% glasov. Postal je prvi predsedniški kandidat v hrvaški zgodovini, ki je v prvem krogu volitev prejel več glasov kot sedanji nosilec funkcije, drugi človek na Hrvaškem, ki je premagal dosedanjega kandidata za ponovno izvolitev, in prvi (po osamosvojitvi) hrvaški premier biti izvoljen za vodjo države. Na ta položaj je bil znova izvoljen leta 2025, za prvi tuji obisk v novem mandatu pa izbral Slovenijo.